# M/S Finnrose
M/S Finnrose är ett fartyg av RoPax-typ som byggdes i Oskarshamn 1980. Fartyget har gått i trafik mellan Malmö och Travemünde i omkring 15 år under namnet M/S Lübeck Link. Hon seglar numera mellan grekiska Korinth och italienska Ravenna under namnet M/S Ropax II.